# فيليبا أنغيلداهل
فيليبا أنغيلداهل (مواليد 14 يوليو 1997) هي لاعبة كرة قدم سويدية تلعب في مركز خط الوسط في نادي مانشستر سيتي.

## روابط خارجية
- فيليبا أنغيلداهل على موقع اتحاد السويد (السويدية)
- فيليبا أنغيلداهل على موقع قاعدة بيانات كرة القدم.إي يو (الإنجليزية)
- فيليبا أنغيلداهل على موقع Soccerway.com (الإنجليزية)
- فيليبا أنغيلداهل على موقع عالم كرة القدم.نت (الإنجليزية)
- فيليبا أنغيلداهل على موقع أوليمبيديا (الإنجليزية)
- فيليبا أنغيلداهل على موقع اللجنة الأولمبية السويدية (السويدية)